# Groeicurve

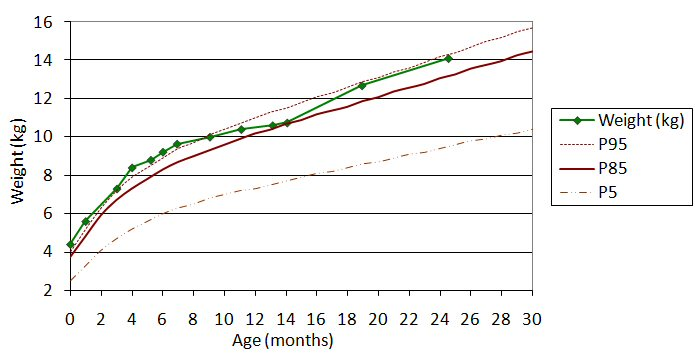
Gewichtsgroeicurve van een meisje met de percentielen van de WHO-studie uit 2006. Rond 12 maanden trad bij haar lactose-intolerantie op.

Groeicurves worden door artsen en gezondheidswerkers gebruikt om de groei te volgen van kinderen vanaf hun geboorte tot ongeveer 20 jaar. De curves tonen het gewicht, de lengte of de hoofdomtrek als functie van de leeftijd en vergelijken deze curves met die van een grote referentiegroep. Deze referentiegroep kan bestaan uit kinderen die in het verleden onder vergelijkbare omstandigheden opgroeiden, of uit een groep kinderen die onder min of meer ideale omstandigheden opgroeien, zoals bij de studie van de Wereldgezondheidsorganisatie (WHO) uit 2006. Hier werden 8440 kinderen uit Brazilië, Ghana, India, Noorwegen, Oman en de Verenigde Staten gevolgd van hun geboorte tot 24 maanden en werd een deel van hen verder gevolgd tot 71 maanden. De kinderen kregen borstvoeding, hadden niet-rokende moeders, waren gezond, kregen goede voeding en hadden een grote variëteit aan etnische en culturele achtergronden.
De groeicurves zijn verschillend voor jongens en voor meisjes. Er is een grote variatie tussen individuele kinderen. Meestal worden daarom de percentielen getoond. Bijvoorbeeld als een kind de p95-gewichtscurve (de 95ste percentiel) volgt, zoals in de figuur, is 5% van alle kinderen in de referentiegroep zwaarder en 95% lichter dan dit kind. Bij de WHO curves voor meisjes van 24 maanden ligt de p5 op 9,4 kg en de p95 op 14,2 kg, een verschil van 4,8 kg.
In de preventieve gezondheidszorg spelen groeicurves een belangrijke rol, omdat (grote) afwijkingen op de groeicurve een signaal kunnen zijn van een onderliggend probleem dat nader onderzoek vergt. De afwijkingen kunnen een indicatie zijn van een chronische ziekte, zoals de Ziekte van Crohn. Ook als de groeicurves boven de p97 of onder de p3 liggen is nader onderzoek gewenst, omdat er mogelijk sprake is van bijvoorbeeld een groeistoornis. Kinderen met erfelijke aandoeningen zoals het syndroom van Down of het syndroom van Turner, volgen specifieke, afwijkende groeicurves. 